# Предкин, Владимир Викторович
Влади́мир Ви́кторович Пре́дкин (род. 31 мая 1969, Ленинград, СССР) — российский пловец, серебряный призёр Олимпийских игр. Заслуженный мастер спорта России.

## Карьера
На Олимпиаде в Атланте Предкин вместе с Романом Егоровым, Александром Поповым и Владимиром Пышненко в эстафете 4×100 метров вольным стилем завоевал серебряную медаль, уступив команде США. В плавании на 50 и 100 метров вольным стилем Предкин стал 20-м и 24-м соответственно.
Серебряный призёр чемпионата мира 1994 года и двукратный чемпион Европы, а также серебряный призёр чемпионата мира на короткой воде в эстафете вольным стилем 4×100 метров.
Является Генеральным директором компании MAD WAVE - российского производителя текстиля и инвентаря для профессионального и любительского плавания.

## Образование
Выпускник Санкт-Петербургского колледжа олимпийского резерва № 1 и НГУ им. П. Ф. Лесгафта.

## Награды
- Медаль ордена «За заслуги перед Отечеством» II степени (6 января 1997 года) — за заслуги перед государством и высокие спортивные достижения на XXVI летних Олимпийских играх 1996 года[3]